# Гёбельн
Гёбельн или Ко́белнь (нем. Göbeln; в.-луж. Kobjelńо файле) — деревня в Верхней Лужице, Германия. Входит в состав коммуны Гросдубрау района Баутцен в земле Саксония. Подчиняется административному округу Дрезден.

## География
Находится примерно в 15 километрах северо-восточнее от города Баутцен. Деревню пересекает река Клянен-Шпрее.
Соседние населённые пункты: на северо-востоке — деревня Полпица коммуны Мальшвиц и на юго-востоке — деревня Лихань, на юго-западе — деревня Зджар и на северо-западе — деревня Коморов.

## История
Впервые упоминается в 1419 году под наименованием Cobelen.
До 1936 года была центром одноимённой коммуны. С 1936 по 1994 года входила в коммуну Коммерау. С 1994 года входит в современную коммуну Гросдубрау.
В настоящее время деревня входит в состав культурно-территориальной автономии «Лужицкая поселенческая область», на территории которой действуют законодательные акты земель Саксонии и Бранденбурга, содействующие сохранению лужицких языков и культуры лужичан.
Исторические немецкие наименования
- Cobelen, 1419
- Göbeln, 1655
- Köbeln, 1700

## Население
Официальным языком в населённом пункте, помимо немецкого, является также верхнелужицкий язык.
Согласно статистическому сочинению «Dodawki k statisticy a etnografiji łužickich Serbow» Арношта Муки в 1884 году в деревне проживало 133 человека (из них — 125 серболужичан (94 %)).
| 1834 | 1871 | 1890 | 1910 | 1925 |
| ---- | ---- | ---- | ---- | ---- |
| 104  | 106  | 117  | 124  | 128  |